# Густински летопис
Густински летопис је стсрословенски рукопис настао у почетку 17. века у Руском царству. Име је добио по манастиру где је писан - Густински манастир, код града Чернигов (данас Украјина).

## Историја
Оригинал летописа се није сачувао, такође се не познато ко је аутор летописа. Истраживач (А. Ершов) је оценио да је писан за време од 1623. до 1627. године од културниг и верског дјелатеља Захарија Копистенског. Од летописа се сачувао препис из 1670. године, рад јеромонаха Густинскога манастира, Михаила Лосицког. У предговору летописа писац указује на људске обичаје и фолклор. Пи писању близак је Ипатијевском летопису. Други део летописа саставља кратак део из доба од 1300. године до 1597. године. 
Аутор се углавном бави историјом Кијевске Русије до 1597. године. Летопис је превод староруских, пољских, литванских и византијских летописа и сличних хроника. Сам језик је веома сличан староруском језику. Упркос томе, летопис није једноставна компилација различитих извора. Оригинални извори говоре о Велики кнежевини Литванији, Краљевству Пољској и Османском царству. Говори о нападима Кримских Татара и Турака на руске земље. 
Летопис се закључује са троје самосталним темама, "О извору Козака","О увођењу новог календара" и "О почетку Уније". 
На крају писац критикује свештенике што су лаковерно пристали на Брестовску унију са Ватиканом (1596) и осуђује политику пољске шљахте, које је назвао непријатељ. 

## Помен Украјине
Реч Украјина се у летопису помиње два пута. 
О началѣ козаковъ. В лѣто 7024. 1516… В сие лѣто начашася на Украйнѣ козаки, о них же откуду и како начало своё прияша нѣчто речемъ «Аще и от начала своего сей нашъ народ руский бранми всегда употребляшеся… якоже в семъ лѣтописци естъ видѣти, донелѣ же през Батиа, татарского царя, иже землю нашу Рускую пусту сотвори, а народ нашъ умали и смири…» (л.164 об.)
Жигмонтъ король… посла Прецлава Лянцкорунского на Украйну собрати люду и такожде Татаром пакостити. (л.165.))